# Piero Bernardini Marzolla
Piero Bernardini Marzolla (Perugia, 29 aprile 1929 – Villasimius, 19 settembre 2019) è stato un traduttore, glottologo e funzionario italiano, che decifrò una parte considerevole delle iscrizioni in lingua etrusca, sulla base dell’affinità (in molti casi identità) di un gran numero di vocaboli con il sanscrito; ne elaborò inoltre un’ipotesi di grammatica e vi individuò una metrica poetica. Tali rapporti – secondo Bernardini Marzolla – possono essere stati assunti solo ipotizzando un contatto diretto tra i proto-etruschi e le popolazioni indoarie o indoiraniche; l'ipotesi di Bernardini Marzolla non è, tuttavia, accettata dagli studiosi.

## Biografia

### Formazione culturale e professionale
Piero Bernardini Marzolla nacque a Perugia e frequentò i corsi universitari di filologia classica all'Università di Pisa e alla Normale di Pisa, dove studiò anche elementi di sanscrito. Oltre alle lingue classiche, apprese l'inglese, il francese, il tedesco, l'olandese e lo svedese.
Dopo gli studi universitari, Bernardini Marzolla diventò funzionario a Bruxelles per il Servizio di traduzione della Commissione europea. Contemporaneamente le case editrici italiane Feltrinelli di Milano, Einaudi e UTET di Torino, Laterza di Bari ed altre gli affidarono complesse traduzioni di autori stranieri quali Johan Huizinga, Hans Küng, Friedrich Pollock e Robert Louis Stevenson. Tradusse dal tedesco due volumi della Storia Universale Feltrinelli e “Il libro delle rupi. Alla scoperta dell'impero degli Ittiti” di C.W. Ceram; tradusse dal latino i Menaechmi di Plauto e Le metamorfosi di Ovidio; affrontò i problemi della storia e della protostoria del Mediterraneo, traducendo La colonisation grecque de l'Italie meridionale et de la Sicilie dans l'antiquité (La Magna Grecia) di Jean Bérard.

### Tentativi di confronto della lingua etrusca con il sanscrito
Bernardini Marzolla si occupò di etrusco a partire dal 1982. Ideò un sistema di corrispondenza tra le 46 lettere dell'alfabeto sanscrito e le 23 dell'alfabeto etrusco, prendendo atto che parecchie delle consonanti etrusche debbano assumersi il compito di esprimere più fonemi consonantici sanscriti. Operò in base alla scienza della glottologia adottando regole fisse di trasformazione delle parole dall'una all'altra lingua. Il procedere degli studi lo indusse a considerare l'alfabeto etrusco «un sistema imperfetto di trascrizione di parole indiane».
I primi risultati furono straordinariamente positivi. Nel 1984 pubblicò per la Mondadori L'Etrusco, una lingua ritrovata, dove tradusse 76 iscrizioni etrusche e compilò un dizionarietto di 319 parole. La dimensione del risultato è desumibile confrontandolo con le precedenti conoscenze in materia, riassunte da Romolo Augusto Staccioli in Il mistero della lingua etrusca, del 1977: solo 26 iscrizioni e 104 parole certe e complete tradotte. Per ogni parola tradotta, inoltre, Bernardini Marzolla, cita il suo corrispondente in sanscrito, come “fonte” filologica.
La relativa ampiezza dei risultati consentì a Bernardini Marzolla di individuare alcuni elementi di grammatica etrusca, in rapporto con la grammatica sanscrita. La traduzione di un'iscrizione su una oinochoe di Bisenzio (TLE 199) gli fece scoprire una metrica poetica in ottonari etruschi, simile ai versi otto sillabici della poesia sanscrita.
Nel secondo volume, La parola agli etruschi, del 2005, Bernardini Marzolla pubblicò la traduzione di altre 51 iscrizioni etrusche – mediamente più brevi delle precedenti – provenienti, in particolare, dagli specchi bronzei etruschi. Individuò, inoltre, elementi di contaminazione dall'iranico, dal semitico e dal greco e parole che definisce «indigene o dialettali».

### Il problema delle origini
In entrambi i volumi, Bernardini Marzolla dichiara che una parte considerevole delle iscrizioni etrusche e, quindi, degli elementi linguistici pervenutici, non è traducibile con l'ausilio del sanscrito: apre pertanto la questione «se l'etrusco sia una lingua non indoeuropea contaminata da una lingua di stampo indiano o, al contrario, una lingua di stampo indiano sommersa da una non indoeuropea».
Secondo l'autore «la parte non indiana, con ogni probabilità non indoeuropea, è, purtroppo, quella di gran lunga prevalente». Non ha peraltro dubbi sull'avvenuto contatto diretto tra gli etruschi e le popolazioni indoarie o indoiraniche: in linea con la tradizione, Bernardini Marzolla, concorda con l'ipotesi che considera determinante l'apporto orientale nella formazione della civiltà etrusca.
In La parola agli etruschi, Bernardini Marzolla suppone che il lessico etrusco sia una filiazione diretta dell'antico indoario, un gruppo di lingue presenti in Anatolia – in particolare, come “lingua dotta” del popolo di Mitanni – ritenute estinte tra il XV e il XIV secolo a.C.

### Reazioni e critiche
Il mondo accademico archeologico accolse con gelida indifferenza le conclusioni di Bernardini Marzolla sulla natura e l'origine della lingua etrusca. I maggiori etruscologi (Massimo Pallottino, Mauro Cristofani, Mario Torelli, Giovanni Colonna, Romolo Staccioli, ecc.) infatti, evitarono di esprimere commenti e considerazioni, così come altri studiosi free lance della lingua etrusca (Massimo Pittau, Mario Alinei). Differente è stato l'atteggiamento dell'Accademia Lucchese di Scienze, Lettere e Arti che ha inserito il volume La parola agli etruschi in una collana di saggi e ricerche e ne ha curato la pubblicazione, nel 2005. Riccardo Ambrosini (1925-2008), glottologo, linguista di fama internazionale e Presidente dell'Accademia, nel redigere la prefazione del libro di Bernardini Marzolla, si è espresso in tal modo: «una… precedente redazione» (il libro L'Etrusco, una lingua ritrovata, n.d.r.) «non mi aveva sufficientemente convinto. A differenza di quel lavoro, questo… risulta particolarmente convincente proprio dal punto di vista delle corrispondenze lessicali, troppo numerose e varie per essere casuali o frutto di provvisori contatti culturali e sociali, mediati dallo scambio linguistico anche attraverso serie di regolari cambiamenti fonetici». Di se stesso Bernardini Marzolla disse di non essere un etruscologo, ma un glottologo.

## Opere

### Studi
- Piero Bernardini Marzolla, L'Etrusco, una lingua ritrovata, Mondadori, Milano, 1984.
- Piero Bernardini Marzolla, Il ritorno degli Etruschi, L'Unità, Roma, 1985.
- Piero Bernardini Marzolla, La parola agli etruschi, ETS, Pisa, 2005.

### Traduzioni
- Plauto, Menaechmi (a cura e traduzione dal latino di Piero Bernardini Marzolla), Cappelli, Rocca San Casciano, 1961.
- Eduard Douwes Dekker, Max Havelaar, ovvero le aste del caffè della società di commercio olandese/Multatuli (a cura di Piero Bernardini Marzolla), UTET, Torino, 1965.
- Publio Ovidio Nasone, Metamorfosi (a cura e traduzione dal latino di Piero Bernardini Marzolla), Einaudi, Torino, 1979.
- Angelos Angelopulos, L'atomo unirà il mondo? Aspetti economici, sociali e politici dell'era atomica, Einaudi, Torino, 1956 (dal francese).
- C.W. Ceram, Il libro delle rupi. Alla scoperta dell'impero degli Ittiti, Einaudi, Torino, 1956 (dal tedesco).
- Albert Schweitzer, I popoli devono sapere, Einaudi, Torino, 1958 (dal tedesco).
- Hugo Friedrich, La lirica moderna, Garzanti, Milano, 1958 (dal tedesco).
- Robert Jungk, Gli apprendisti stregoni. Storia degli scienziati atomici, Einaudi, Torino, 1958 (dal tedesco).
- Helmut Schelsky, Il sesso e la società, Garzanti, Milano, 1960 (dal tedesco).
- Jean Berard, La Magna Grecia, Einaudi, Torino, 1963 (dal francese).
- Hugh Thomas, Storia della guerra civile spagnola, Einaudi, Torino, 1963 (dall'inglese).
- Jan Myrdal, Rapporto da un villaggio cinese, Einaudi, Torino, 1965 (dallo svedese).
- Hans Küng, Strutture della Chiesa, Boria, Torino, 1965 (dal tedesco).
- Richard Hofstadter, Società e intellettuali in America, Einaudi, Torino, 1967 (dall'inglese).
- Johan Huizinga, La mia via alla storia e altri saggi, Laterza, Bari, 1967 (dall'olandese).
- Hermann Bengtson, Storia Universale Feltrinelli, n. 5. Il mondo mediterraneo nell'antichità. 1-I Greci e i Persiani, Feltrinelli, Milano, 1967 (dal tedesco).
- Alexander Mitscherlich e Fred Mielke (a cura di), Medicina disumana. Documenti del “Processo dei medici di Norimberga”, Feltrinelli, Milano, 1967 (dal tedesco).
- Robert Louis Stevenson, L'Isola del Tesoro/La strana vicenda del dottor Jekyll e di Mister Hide, UTET, Torino, 1967 (dall'inglese).
- Richard Konetzke, Storia Universale Feltrinelli, n. 22. America centrale e meridionale. 1-La colonizzazione ispano-portoghese, Feltrinelli, Milano, 1968 (dal tedesco).
- Edward H. Carr, Il socialismo in un solo paese. 1-La Politica interna (1924-1926), Einaudi, Torino, 1968 (dall'inglese).
- Walther Hofer, Lo scatenamento della seconda guerra mondiale. Uno studio sui rapporti internazionali del 1939, Feltrinelli, Milano, 1969 (dal tedesco).
- Friedrich Pollock, Automazione. Conseguenze economiche e sociali, Einaudi, Torino, 1970 (dal tedesco).
- Johan Huizinga, La scienza storica, Laterza, Bari, 1974 (dall'olandese).
- Johannes Brondsted, I vichinghi, Einaudi, 1976 (dall'inglese).
- Johan Huizinga, La civiltà olandese del Seicento, Einaudi, Torino, 1979 (dall'olandese).
- Publius Ovidio Naso, Metamorfosi, Einaudi, Torino, 1979 (dal latino).
- Hugo Friedrich, La struttura della lirica moderna. Dalla metà del 19° alla metà del 20º secolo, Garzanti, Milano, 2006 (dal tedesco).